# 스이군선
스이군선(일본어: 水郡線)은 일본 이바라키현 미토시의 미토역부터 후쿠시마현 고리야마시의 아사카나가모리역까지와, 이바라키 현 나카시의 가미스가야역으로 분기해서 이바라키 현 히타치오타시의 히타치오타역을 잇는 동일본 여객철도의 철도 노선(지방 교통선)이다.

## 노선 정보
- 노선 거리 : 147.0km
  - 미토 역 - 아사카나가모리 역 간 : 137.5km
  - 가미스가야 역 - 히타치오타 역 간 : 9.5km
- 궤간 : 1067mm
- 역 수 : 45 (기종점역 포함)
  - 스이군 선 소속 역으로 한정된 경우, 기종점역(미토 역은 조반선, 아사카나가모리 역은 도호쿠 본선의 소속)이 제외되어, 43역이 된다.
- 복선화 구간 : 없음 (전 노선 단선)
- 전철화 구간 : 없음 (전 구간 비 전철화)
- 폐색 방식 : 특수 자동 폐색식 (궤도 회로 검지식)
- 보안 장치 : ATs-Ps
- 최고속도 :
  - 미토 역 - 히타치다이고 역 간 : 95km/h
  - 히타치다이고 역 - 아사카나가모리 역 간, 가미스가야 역 - 히타치오타 역 간(지선) : 85km/h
- 운전 지령소 : 미토 종합지령실 (CTC)
- 차량 기지 소재역 : 히타치다이고역

## 역 목록

### 본선
| 노선명    | 역명           | 일어 역명 | 역간 거리 | 영업 거리 | 접속 노선                                                                                                 | 소재지     | 소재지           | 소재지         |
| --------- | -------------- | --------- | --------- | --------- | --- | ---------- | ---------------- | -------------- |
| 스이군 선 | 미토           | 水戸      | -         | 0.0       | 동일본 여객철도 조반선 가시마 임해 철도 오아라이카시마 선                                                 | 이바라키현 | 미토시           | 미토시         |
| 스이군 선 | 히타치아오야기 | 常陸青柳  | 1.9       | 1.9       | | 이바라키현 | 히타치나카시     | 히타치나카시   |
| 스이군 선 | 히타치쓰다     | 常陸津田  | 2.2       | 4.1       | | 이바라키현 | 히타치나카시     | 히타치나카시   |
| 스이군 선 | 고다이         | 後台      | 2.4       | 6.5       | | 이바라키현 | 나카시           | 나카시         |
| 스이군 선 | 시모스가야     | 下菅谷    | 1.3       | 7.8       | | 이바라키현 | 나카시           | 나카시         |
| 스이군 선 | 나카스가야     | 中菅谷    | 1.2       | 9.0       | | 이바라키현 | 나카시           | 나카시         |
| 스이군 선 | 가미스가야     | 上菅谷    | 1.1       | 10.1      | 동일본 여객철도 스이군 선 지선 (히타치오타 방면)                                                          | 이바라키현 | 나카시           | 나카시         |
| 스이군 선 | 히타치코노스   | 常陸鴻巣  | 3.3       | 13.4      | | 이바라키현 | 나카시           | 나카시         |
| 스이군 선 | 우리즈라       | 瓜連      | 3.3       | 16.7      | | 이바라키현 | 나카시           | 나카시         |
| 스이군 선 | 시즈           | 静        | 1.4       | 18.1      | | 이바라키현 | 나카시           | 나카시         |
| 스이군 선 | 히타치오미야   | 常陸大宮  | 5.3       | 23.4      | | 이바라키현 | 히타치오미야시   | 히타치오미야시 |
| 스이군 선 | 다마가와무라   | 玉川村    | 5.4       | 28.8      | | 이바라키현 | 히타치오미야시   | 히타치오미야시 |
| 스이군 선 | 노가미하라     | 野上原    | 3.7       | 32.5      | | 이바라키현 | 히타치오미야시   | 히타치오미야시 |
| 스이군 선 | 야마가타주쿠   | 山方宿    | 2.7       | 35.2      | | 이바라키현 | 히타치오미야시   | 히타치오미야시 |
| 스이군 선 | 나카후뉴       | 中舟生    | 2.7       | 37.9      | | 이바라키현 | 히타치오미야시   | 히타치오미야시 |
| 스이군 선 | 시모오가와     | 下小川    | 2.8       | 40.7      | | 이바라키현 | 히타치오미야시   | 히타치오미야시 |
| 스이군 선 | 사이가네       | 西金      | 3.4       | 44.1      | | 이바라키현 | 구지군           | 다이고정       |
| 스이군 선 | 가미오가와     | 上小川    | 3.2       | 47.3      | | 이바라키현 | 구지군           | 다이고정       |
| 스이군 선 | 후쿠로다       | 袋田      | 4.5       | 51.8      | | 이바라키현 | 구지군           | 다이고정       |
| 스이군 선 | 히타치다이고   | 常陸大子  | 3.8       | 55.6      | | 이바라키현 | 구지군           | 다이고정       |
| 스이군 선 | 시모노미야     | 下野宮    | 6.4       | 62.0      | | 이바라키현 | 구지군           | 다이고정       |
| 스이군 선 | 야마쓰리야마   | 矢祭山    | 4.9       | 66.9      | | 후쿠시마현 | 히가시시라카와군 | 야마쓰리정     |
| 스이군 선 | 히가시다테     | 東館      | 4.1       | 71.0      | | 후쿠시마현 | 히가시시라카와군 | 야마쓰리정     |
| 스이군 선 | 미나미이시이   | 南石井    | 2.8       | 73.8      | | 후쿠시마현 | 히가시시라카와군 | 야마쓰리정     |
| 스이군 선 | 이와키이시이   | 磐城石井  | 1.1       | 74.9      | | 후쿠시마현 | 히가시시라카와군 | 야마쓰리정     |
| 스이군 선 | 이와키하나와   | 磐城塙    | 6.4       | 81.3      | | 후쿠시마현 | 히가시시라카와군 | 하나와정       |
| 스이군 선 | 지카쓰         | 近津      | 5.1       | 86.4      | | 후쿠시마현 | 히가시시라카와군 | 다나구라정     |
| 스이군 선 | 나카토요       | 中豊      | 2.4       | 88.8      | | 후쿠시마현 | 히가시시라카와군 | 다나구라정     |
| 스이군 선 | 이와키타나쿠라 | 磐城棚倉  | 1.7       | 90.5      | | 후쿠시마현 | 히가시시라카와군 | 다나구라정     |
| 스이군 선 | 이와키아사카와 | 磐城浅川  | 6.5       | 97.0      | | 후쿠시마현 | 이시카와군       | 아사카와정     |
| 스이군 선 | 사토시라이시   | 里白石    | 3.0       | 100.0     | | 후쿠시마현 | 이시카와군       | 아사카와정     |
| 스이군 선 | 이와키이시카와 | 磐城石川  | 5.3       | 105.3     | | 후쿠시마현 | 이시카와군       | 이시카와정     |
| 스이군 선 | 노기사와       | 野木沢    | 4.8       | 110.1     | | 후쿠시마현 | 이시카와군       | 이시카와정     |
| 스이군 선 | 가와베오키     | 川辺沖    | 2.5       | 112.6     | | 후쿠시마현 | 이시카와군       | 다마카와촌     |
| 스이군 선 | 이즈미고       | 泉郷      | 2.7       | 115.3     | | 후쿠시마현 | 이시카와군       | 다마카와촌     |
| 스이군 선 | 가와히가시     | 川東      | 6.9       | 122.2     | | 후쿠시마현 | 스카가와시       | 스카가와시     |
| 스이군 선 | 오시오에       | 小塩江    | 3.8       | 126.0     | | 후쿠시마현 | 스카가와시       | 스카가와시     |
| 스이군 선 | 야타가와       | 谷田川    | 2.9       | 128.9     | | 후쿠시마현 | 고리야마시       | 고리야마시     |
| 스이군 선 | 이와키모리야마 | 磐城守山  | 3.2       | 132.1     | | 후쿠시마현 | 고리야마시       | 고리야마시     |
| 스이군 선 | 아사카나가모리 | 安積永盛  | 5.4       | 137.5     | 동일본 여객철도 도호쿠 본선 (구로이소 방면)                                                               | 후쿠시마현 | 고리야마시       | 고리야마시     |
| ※         | 고리야마       | 郡山      | 4.9       | 142.4     | 동일본 여객철도 도호쿠 신칸센 · 야마가타 신칸센 · 도호쿠 본선 (후쿠시마 방면) · 반에쓰토선 · 반에쓰사이선 | 후쿠시마현 | 고리야마시       | 고리야마시     |

### 히타치오타 지선
- 전 노선 모두 이바라키현에 소재.

| 역명           | 일어 역명 | 역간 거리 | 영업 거리 | 접속 노선                        | 소재지       |
| -------------- | --------- | --------- | --------- | -------------------------------- | ------------ |
| 가미스가야     | 上菅谷    | -         | 0.0       | 동일본 여객철도 스이군 선 (본선) | 나카시       |
| 미나미사카이데 | 南酒出    | 2.5       | 2.5       |                                  | 나카시       |
| 누카다         | 額田      | 1.1       | 3.6       |                                  | 나카시       |
| 가와이         | 河合      | 3.1       | 6.7       |                                  | 히타치오타시 |
| 야가와라       | 谷河原    | 1.5       | 8.2       |                                  | 히타치오타시 |
| 히타치오타     | 常陸太田  | 1.3       | 9.5       |                                  | 히타치오타시 |